# U-Mart

## U-Martとは

### 共通テストベッドとしてのバーチャル市場 〜経済学のロボカップを目指して〜
人工市場という研究テーマが経済学者はもちろんのこと、工学者、数理科学者等からも注目を集めている。U-Mart研究会は人工市場を媒体とした、経済学者と工学者の交流の場を提供することを目的として設立された。U-Mart組織委員会ではこれまでに、株価指数を取り引きする仮想先物市場シミュレータを開発し、進化経済学会等でのデモンストレーション、また関西-関東-北海道を結んだ遠隔取引実験等を行ってきた。本シミュレータは、参加者がインターネットを介し市場サーバにアクセスするシステムであり、マシンエージェントと人間のトレーダーの混在が可能であるという特色を持つ。
市場の動きと市場における経済行動を解明するために、模擬市場を設計し、動かしてみることによって、経済学の側面からは、
1. 株式など売買行動に関する人間の判断様式が解明される。
2. 市場の乱高下など、市場の投機的な動きを回避するための実験を行うことができる。

また、工学的な側面からは
1. 市場に参加するマシンエージェントの製作に関連して、進化システム・適応学習・群知能など多様な分野への効果が期待できる。

そして、学際的な教育・研究活動を通じて、理論、実験に続く、社会科学における新しい第3モードの研究様式を目指している。

## U-Mart における活動

### 研究
日本を代表する人工市場研究のプロジェクトの一つとして、多くの研究者が参加し活動している。主な研究対象は、金融市場の制度デザインである。具体的には手数料率や値幅制限などのサーキットブレーカーによる操作、マーケット・メーカーの有無や気配値の算出方法、更新速度の変更など、情報公開の程度や範囲を制限することによる操作方法を確立したいと考えている。情報の対価や情報とトレードオフの関係になっているもの、例えは流動性や安定性を評価し、情報を公開するタイミングや範囲などを操作パラメータとして利用するための基礎研究を行っている。

### 教育
U-Mart システムは工学、経済学における優れたコースウエアとして利用されている。工学系の教育機関では、プログラム演習の課題としてU-Mart システムが利用されている。投資プログラムは、なにより実際に動く事、非常に簡単なアルゴリズムから複雑な学習アルゴリズムの実装に至るまでオープンに目標が設定できる事、受講生同士の対戦やイベント（公開実験）への参加を通じてモチベーションを高められる事などから非常に優れた演習課題になる。

### イベント
イベント活動としては、マシン・エージェントやヒューマン・エージェントを公募して行う公開実験や関連する各分野の研究者を招いての討論会などがある。近年は、国際公開実験UMIE シリーズや国内公開実験U-Mart シリーズを定期的に開催している。また、NAACSOS、ISAGA、日本進化経済学会、日本情報処理学会など国内外のカンファレンスで、特別セッションやチュートリアルセッションを開催している。U-Mart研究を一堂に集めて報告すると共に、パネル・ディスカッションなどを通じて関連する分野の意見交換の場を提供している。

### 相互の関連
この3つの活動は深く結びついている。上記の図に、その一部を紹介しています。公開実験で集められたマシン・エージェントは、研究に利用するエージェントセットの多様性を広げる為に必要である。各種討論会や研究会など多分野の研究者が集う場を提供し、公開実験や共同研究の契機となっている。教育のために開発されたツール群は研究やイベントの為に用いられ、また、これらの教育を通じて多くのマシン・エージェントが開発され研究の為のエージェントセットの充実にも寄与している。経済学教育によってヒューマン・エージェントとしてU-Martに参加する学生が増え、実験の機会が与えられると同時に、GUI の改良案が提出されるなど、イベントの際に利用するツールの開発にも寄与している。公開実験が度重なるにつれて、ログの解析はもちろん人工市場によって解くべき問題が発見された。また研究が進むに従って公開実験の目的がより明確になると共に、ルールや制度も変更されている。

## コンペティション

### U-Mart200XとUMIE200X
U-Martプロジェクトでは様々なイベントを開催しているが、近年ではマシン・エージェントやヒューマン・エージェントを公募して行う公開実験を定期的に行っている。その大会が、U-Mart200XとUMIE200Xである。国内公開実験であるU-Mart200Xでは、ヒューマン・エージェントと、ヒューマン・エージェントとリアルタイム処理を行うマシン・エージェントの両方が参加し、実験を行う。一方国際公開実験であるUMIE200Xは、マシン・エージェントのみが参加する大会であり、募集されている戦略クラス型のマシン・エージェントはE-Mailで送信可能なため、参加者は世界中どこからでも気軽に参加できるのが特徴である。また、U-Mart200Xは、全国の様々な大学や大学院での講義で実際にU-Martを使った学生が一堂に会して対戦するよい機会にもなっている。

### 各大会の基本ルール
- 共通ルール(U-Mart先物市場の取引ルール)
  - 初期所有金: 1,000,000,000 円
  - 取引単位: 約定指数の1000 倍を約定金額とする
  - 証拠金率: 1取引単位当り30 万円
  - 値幅制限:なし
  - 取引所会費: なし（0円）
  - 取引手数料:なし（0円）
  - 融資金上限: 30,000,000 円
  - 融資金利: 年10%

### リアルタイム版実験のルール(ヒューマン・マシン混在時)
- U-Mart2002・U-Mart2003
  - 取引日数：30又は、24(仮想) 日間
  - 1日あたりの板寄せ回数: 8回
  - 板寄せ間隔：10秒
  - 時系列データ：配布キットJ30（実験データは事前には非公開）
  - ヒューマンエージェントとマシンエージェントの混在
  - グラフィカル・ユーザインターフェイスの利用
  - マシンエージェント戦略参加とマシン持込参加
- 評価方法
  - チーム内で結託、相談も可、個人成績＋チーム成績

### 加速実験のルール(マシン・エージェントのみ)
- U-Mart2002・U-Mart2003
- 【市場のルール】
  - 取引日数：60 日間
  - 1日あたりの板寄せ回数：4回
  - 板寄間隔：0秒
- 【概要】

各エージェントは、4種類の時系列とその総合順位、3つの実験（エージェントの組み合わせ）、4種類の評価基準とそれから計算される総合順位（パレート順位）の計125回順位が与えられる。
その中からEx1、Ex2、Ex3の全時系列で計算したパレート順位を利用して最終的な順位が決定する。
- 【時系列】

上昇・下降・反転・振動の4系列。

## U-Martプロジェクトの活動と主な歴史
- 1998年
  - 8月21日 第4回創発システムシンポジウム（かずさアカデミアパーク）にて塩沢による「複雑系夜話。進化する経済と経済学」（招待講演）が行われた。その後の懇談会で人工市場研究の構想が生まれる
- 1999年
  - 3月27日 進化経済学会大阪大会にて、プロポーザルセッション「進化する経済の実験室創生のためにバーチャル市場の参加型シミュレーション」が行われ、V-Mart（現U-Mart）が提案される
  - 春〜夏 U-Martプロジェクトが組織され、研究会が開かれる
  - 秋 人工先物市場U-Martプログラム等の仕様が決まる
- 2000年
  - 3月25日-26日 U-Martの初期バージョンが完成、進化経済学会東京大会にて、デモンストレーションが行われる
  - 8月19日 最初の公開実験、PreU-Mart2000創発システムシンポジウム開催
- 2001年
  - 3月30日-31日 進化経済学会福岡大会にてU-Martセッションが開催される
  - 5月17日 U-Mart講習会で、U-Mart関連ツールの利用方法などが紹介される
  - 7月8日 カーネギーメロン大学CASOS会議にて、U-Martのデモと国際公開実験のプロポーザルを行う
  - 8月25日 国内公開実験U-Mart2001開催される（SICE夏の学校）
- 2002年
  - 1月7日-8日 修善寺にて合宿、研究計画を立てる
  - 3月30日 進化経済学会大阪千里山大会にてU-Martセッション開催、研究成果や教育成果が報告される
  - 6月22日 国際公開実験UMIE2002開催（CASOS）
  - 7月26日-30日 東京工業大学すずかけ台キャンパスにて、U-Martサマースクール開催
  - 11月3日-4日 SICE（3日）システム工学部会「人工市場研究の現状と展開」開催、U-Mart2002開催
- 2003年
  - 3月29日 進化経済学会東京大会（専修大）にて、U-Martセッション開催
  - 6月24日 国際公開実験UMIE2003開催（NAACSOS）
  - 7月31日-8月4日 京都大学にて、U-Martサマースクール開催
  - 8月27日 国内公開実験U-Mart2003開催（ISAGA）
- 2004年
  - 3月29日 進化経済学会福井大会（福井県立大）にて、U-Martセッション開催
  - 5月27日-29日 国際公開実験UMIE2004開催（AESCS）
  - 6月27日-29日 NAACSOSにて、UMIE2004報告
  - 8月20日-22日 SICEシステムシンポジウム 創発夏の学校 デモセッション
  - 9月13日-17日 はこだて未来大学にて、U-Martサマースクール2004開催
  - 10月2日 進化経済学会オータムカンファレンスU-Mart2004開催
  - 12月14日-17日 ICEES 2004にて、U-Martに関する発表
- 2005年
  - 1月17日-18日 はこだて未来大学U-Mart研究会にて発表
  - 3月4日 東京工業大学にて、SOCEシステム工学部会研究会
  - 3月26日-27日 進化経済学会第9回大会にて、U-Martセッション開催
  - 6月26日-28日 アトランタ工科大学(Atlanta GA,USA)にて、ISAGA
  - 7月9日-13日 東京工業大学大岡山キャンパスにて、AESCS'05
  - 8月3日-7日 キャンパスプラザ京都にて、U-Martサマースクール2005開催
  - 9月12日 京都大学にて、U-Mart2005及びUMIE2005開催

## 参考図書
- 人工市場で学ぶマーケットメカニズム (U-Mart経済学編) 知的エージェントで見る社会 (3) 共立出版
- 人工市場で学ぶマーケットメカニズム (U-Mart工学編) 知的エージェントで見る社会 (4)（2007年出版予定） 共立出版